# 三浦恵次
三浦 恵次（みうら しげじ、1933年6月20日 - 2016年5月？日）は、社会学・広報学者、明治学院大学名誉教授。
秋田県出身。1963年立教大学大学院応用社会学博士課程満期退学、明治学院大学社会学部助教授、教授、2002年定年、名誉教授。行政広報を専門とした。

## 著書
- 『現代行政広報の社会学』福村出版 1972
- 『地方公務員のための行政広聴の知識』ぎょうせい 1974
- 『「地方の時代」における都市とPR アメリカでの調査体験をふまえて』現代ジャーナリズム出版会 1979
- 『情報公開と自治体広報』現代ジャーナリズム出版会 1982
- 『現代行政広報研究序説』学文社 1984
- 『地方自治体の広報活動 住民参加のすすめと行政の対応』総合労働研究所 1986
- 『広報・宣伝の理論』大空社 1997

### 共著
- 『広告・広報論』山中正剛共著 笠間書院 1969
- 『パブリック・コミュニケーション論』阿久津喜弘共編著 学文社 社会学叢書 1975
- 『現代ニューメディア論』田村紀雄・越智昇共編著 学文社 1984

### 翻訳
- R.S.テドロウ『アメリカ企業イメージ 企業とPR、1900-1950』監訳 雄松堂出版 アメリカ経済研究シリーズ 1989

## 論文
- 三浦恵次